# Dragon Knight III
 (octobre 2012).
Si vous disposez d'ouvrages ou d'articles de référence ou si vous connaissez des sites web de qualité traitant du thème abordé ici, merci de compléter l'article en donnant les références utiles à sa vérifiabilité et en les liant à la section « Notes et références ».
Dragon Knight III, ou Knights of Xentar pour la version anglaise, est jeu vidéo de rôle de type eroge. Il est sorti 1991 sur DOS, PC-98, 3DO, X68000 et PC-Engine CD.

## Version anglaise
Le jeu fut renommé pour cause de problème de droits d'auteur.
Le jeu est disponible en une version disquette sans voix numérisée et une CD avec.
La traduction n'est pas exacte et prend parfois des libertés, par exemple en se moquant du problème cité précédemment dans des dialogues en jeu. La version anglaise possède un disque contenant un correctif pour enlever la censure, mais que partiellement.